# De Middenstand (1944)
De Middenstand was een Belgisch Nederlandstalig ledenblad uitgegeven door de middenstandsvereniging NCMV. De Franstalige tegenhanger was La Vie Professionnelle.

## Historiek
Het tijdschrift werd opgericht in 1921 onder de naam De Middenstandsbelangen en werd aanvankelijk uitgegeven door het Provinciaal Middenstandssecretariaat van Oost-Vlaanderen (PMS Oost-Vlaanderen), gevestigd in de Lange Kruisstraat te Gent. Het tijdschrift verscheen in deze periode halfjaarlijks. In 1926 volgde een naamswijziging in De Middenstand, nadat de Christelijke Landsbond van de Belgische Middenstand (CLBM) had besloten haar gelijknamige tijdschrift te herdopen in de Mechelsche Post.
In de periode 1926 tot 1927 verscheen de publicatie maandelijks, vanaf 9 januari 1927  op wekelijkse basis. In 1931 fusioneerde het tijdschrift met Het Burgerblad van de concurrerende Gentse katholieke middenstandsorganisatie 'Algemeen Comiteit tot Verdediging van de Belangen der Kleine Burgerij'. Als gevolg van deze fusie werd het tijdschrift herdoopt in De Middenstand-Burgerblad. Het blad bleef - weliswaar op onregelmatige basis - verschijnen tijdens de Duitse bezetting gedurende de Tweede Wereldoorlog, tot 1942.
Na de bevrijding werd de publicatie overgenomen door de NCMV, de eerste publicatie vond plaats in november 1944. De redactie werd gevestigd in de Kogelstraat te Brussel, waar ook het secretariaat van de NCMV was gevestigd.
Van 1948 tot 1986 was Fons Margot hoofdredacteur.